# Батюк, Яков Петрович
Яков Петрович Батюк (12 мая 1918, с. Рыжаны, ныне Хорошевского района Житомирской области — 7 сентября 1943) — руководитель комсомольского подполья в г. Нежине (Черниговской области) в годы Великой Отечественной войны. Член ЛКСМУ.

## Биография
Родился 12 мая 1918 года в селе Рыжаны ныне Володарск-Волынского района Житомирской области (Украина) в крестьянской семье.
В раннем детстве, в результате несчастного случая, полностью утратил зрение, но окончив среднюю школу, поступил на юридический факультет Киевского университета. Диплом юриста получил в 1940 году и был направлен в Черниговскую область Украинской ССР — адвокатом Нежинской городской коллегии адвокатов. За короткое время заслужил авторитет у коллег и жителей города.
После начала Великой Отечественной войны был привлечён к подпольной работе. 13 сентября 1941 года Нежин был оккупирован. В этих условиях Батюк создал подпольную организацию. Принимая от оккупационных властей заказы на конскую упряжь, подпольщики пропитывали готовые верёвочные изделия специальным химическим раствором, подготовленным Батюком. Когда обработанная раствором упряжь промокала от дождя или пота, химические вещества оказывали раздражающее воздействие на кожу лошадей, и они выбывали из строя. Такой упряжи было изготовлено около 9 тысяч комплектов.
Вскоре было принято решение присоединить артель к другим предприятиям, чтобы лишить её самостоятельности. Это помешало бы подпольщикам продолжать диверсионные акции, поэтому Батюк организовал протест рабочих, но был снят с должности. В ответ на это он активизировал подпольную деятельность.
Узнав о существовании в нежинских лесах партизанского отряда, Батюк в марте 1942 года встретился с его командиром, секретарём Носовского подпольного райкома партии Стратилатом. После этого подпольщики развернули агитационно-пропагандистскую работу среди населения.
Подпольная организация направила в ряды народных мстителей почти 60 человек, в частности 15 военнопленных, работавших в немецком госпитале.
Гестапо вышло на след нежинских патриотов, и 25 августа 1943 года большинство членов комсомольско-молодежной организации во главе с Батюком было арестовано. Только небольшая группа выбралась из города и присоединиться к партизанскому отряду. В ночь с 6 на 7 сентября двумя грузовыми машинами все 26 арестованных подпольщика были вывезены к железнодорожной станции, где у разрушенной водокачки они были расстреляны. 15 сентября Нежин был освобождён.
Тела растрелянных были перезахоронены в братской могиле на Центральном (Троицком) кладбище в Нежине.
Указом Президиума Верховного Совета СССР от 8 мая 1965 года Батюку Якову Петровичу присвоено звание Героя Советского Союза (посмертно).

## Память
Именем Я. П. Батюка названы улица в городе Нежине и Киевский дом культуры Украинского общества слепых. Кроме того, в Киеве существовали улица Якова Батюка и одноимённый переулок (получили название в 1965, ликвидированы в 1981 в связи с застройкой района). В Нежине установлены бюст Героя; на доме, в котором располагался штаб подпольщиков — мемориальная доска; на месте расстрела подпольщиков — памятный знак. Скульптурный портрет Я. П. Батюка выполнен на мемориальном знаке в честь погибших в годы войны преподавателей, сотрудников, студентов Киевского национального университета имени Т. Г. Шевченко. Имя Героя было присвоено пионерской дружине Черниговской школы-интерната для слабовидящих детей, на здании школы установлена мемориальная доска.
Является действующим лицом художественного фильма «Подпольный обком действует» (1978) и главным героем художественного фильма «За ночью день идёт» (1984).